# القارظ اليذكري
يذكر أبن عنزه أبن أسد أبن ربعيه (الملقب بالقارظ)، فارس وشاعر جاهلي  من عنزة بن ابن أسد أبن  ربيعه أبن نزار أبن عدنان.

## حياته
فارس وشاعر جاهلي ضرب بغيابه المثل كان سيد ربيعة ولكن عندما قتل أصبح كليب ملك ربيعة وقاد معركة قضاعة ومعد بن عدنان وكانت بسبب خزيمه بن نهد القضاعي الذي كان يعشق فاطمة بنت يذكر وعندما أراد أن يتزوجها رفض القارظ. ومن الشعر المنسوب لخزيمة بن نهد:
وقد قام بخطبتها من ابيها فرقض تزويجها له، فكان ان ترصد له وهو يطلب القرض (يحتطب) فقتله دون علم قومه ربيعة الذين افتقدوه زمنا، وقد أصبحت قصة هذا العنزي مضربا للمثل لمن يغيب ولايعلم مصيره:[بحاجة لمصدر]
وفي يوم من الايام ووفقا لما وثقته المراجع ان خزيمة بن نهد اعترف بقتله للقارض العنزي وهو سكران لايشعر بما يقول:
فسمعه فرسان عنزة وربيعة بن نزار وعرفوا انه قاتل القارظ العنزي، فاجتمعت ربيعة بقيادة وائل بن ربيعة على الثأر من قضاعة، ووقعت الحرب بين الطرفين وانهزمت قضاعة ورحلت إلى الشام، وقال شاعر ربيعة يفتخر بذلك اليوم:
وقال صاحب ذات الفروع الشريف محمد بن عبد الله الزيدي في قصيدة ,[ما هي؟]
يمدح بها قبائل ربيعة ويذكر حربها لبني نهد من قضاعة ويذكر مفاخرها الجاهلية:
وبعد هذا اليوم وهذه الحروب التي خاضتها قبائل ربيعة أصبحوا هم سادة العرب الشماليين بلا منازع، ماعدا قريش التي التزمت مكة وأصبحت تحظى بمكانة دينية عند العرب بسبب قيامهم على الحرم المقدس عند جميع قبائل العرب . وقد استوطنت ربيعة في ذلك العهد بلاد نجد في العروض واليمامة كما وصفها الهمداني ، فكانت بكر وتغلب ومن معها من بطون ربيعة تتجول في كامل المنطقة من اليمامة جنوبا حتى تصل إلى بادية العراق والشام وقد تصل الجزيرة الفراتية، وكانت قرى اليمامة موزعة على اللهازم وهم قيس بن ثعلبة وعنزة وتيم اللات واتصلت بلادهم كذلك ببلاد البحرين . وبعد مقتل القارظ العنزي أصبح وائل بن ربيعة ( كليب بن ربيعة ) هو صاحب الكلمة العليا في قومه، وقد توج نفسه ملكا على ربيعة وفي عهد اندلعت حرب البسوس الربعية.[بحاجة لمصدر]

## وصلات داخلية
- شبه الجزيرة العربية

1. ↑  أبو الفضل الميداني (1995)، مجمع الأمثال، تحقيق: محمد محيي الدين عبد الحميد (ط. 1)، بيروت: دار المعرفة للطباعة والنشر، ج. 1، ص. 75، OCLC:864746608، QID:Q114870650 – عبر المكتبة الشاملة